# Vestibulopatía
Las vestibulopatías son trastornos del oído interno. Incluyen, entre otras, la vestibulopatía bilateral, vestibulopatía central, vestibulopatía postraumática, vestibulopatía periférica, vestibulopatía recurrente, vestibulopatía visual y vestibulopatía neurotóxica.
El acúfeno es un tipo de vestibulopatía común. También se ha asociado a las migrañas con las vestibulopatías. La enfermedad de Ménière, que está estrechamente relacionada con la vestibulopatía, se considera como «un trastorno duro e implacable».